# Sportåret 1798

## Händelser

### Boxning

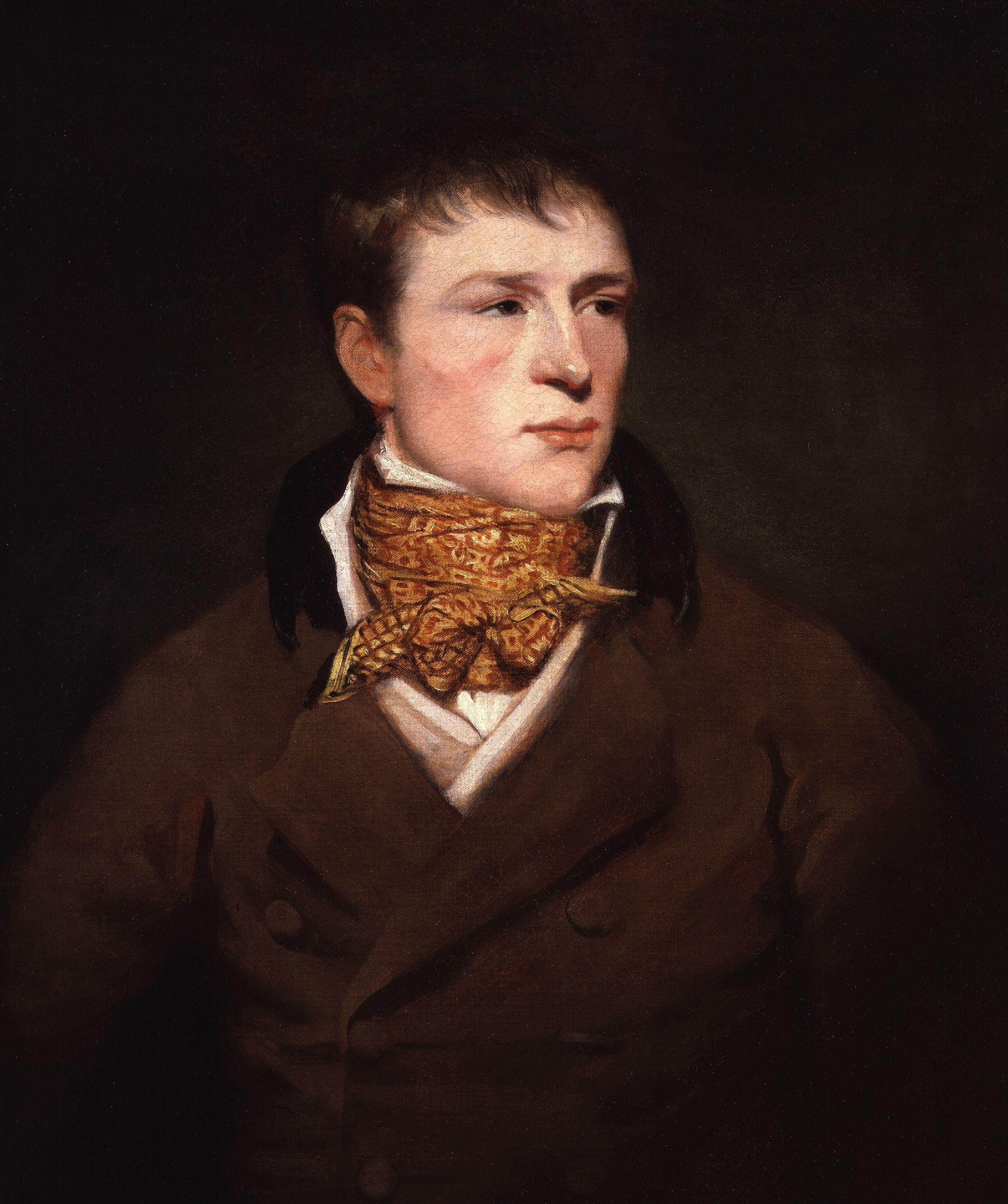
Jem Belcher.

- Jack Bartholomew behåller den engelska mästerskapstiteln i tungvikt, men inga matcher finns registrerade för honom under året.[1]

- 6 mars – Jem Belcher besegrar Bob Britton i Bristol. Matchen varar i 33 minuter.[2]

- 11 augusti – Jem Belcher besegrar Jem Lockley i Lansdown. Matchen varar i 25 minuter.[2]

## Avlidna
- 23 december – Henry Hervey Aston, engelsk cricketspelare[3]